# 凡湖
凡湖（土耳其語：Van Gölü，：‎）有譯萬恩湖。为一鹹水湖，位於土耳其东部、阿勒山西南，是土耳其最大的内陆湖。
面积3,755平方公里，长119公里， 岸线长430公里；湖面海拔1,646米，平均深度约25米，最深处在100米以上。湖盆由断层陷落再经过火山熔岩阻塞河谷而成。
該湖為一內流湖，形成於更新世的火山活動。自1995年起當地傳出有湖怪的消息。
2016年9月12日，太空人魯賓斯（Kate Rubins）從國際太空站（International Space Station）拍下萬恩湖一隅，這張照片在NASA「2021地球錦標賽」（Tournament Earth 2021）線上投票中成為年度「最佳地球照片」。
凡城省首府凡城位于湖东岸。